# Frank Johnson (auteur)
Pour les articles homonymes, voir Frank Johnson et Johnson.
Frank B. Johnson (né le 13 avril 1931 à Miami et mort le 2 avril 2020) est un auteur de bande dessinée américain.

## Biographie
Après avoir travaillé pour l'industrie du comic book dans les années 1950 et 1960, il devient assistant de Mort Walker encrant ses comic strips Beetle Bailey et Hi and Lois, s'occupant seul de Boner's Ark dès 1971, quoiqu'il ne soit crédité qu'à partir de 1982. Cette année-là, il reprend par ailleurs La Famille Illico (Bringin up Father), l'un des plus anciens comic strips américains. Les deux séries sont arrêtées par King Features Syndicate en 2000. Johnson a également créé le comic strip Beany (1968-74) et travaillé ponctuellement pour l'industrie du comic book. Dans les années 2000, il continuait à encrer Hi and Lois.

## Prix
- 1979 : Prix du comic book humoristique de la National Cartoonists Society